# Teorema de Thévenin
O teorema de Thévenin estabelece que qualquer circuito linear visto de um ponto pode ser representado por uma fonte de tensão (igual à tensão do ponto em circuito aberto) em série com uma impedância (igual à impedância do circuito vista deste ponto).
A esta configuração chamamos de Equivalente de Thévenin em homenagem a Léon Charles Thévenin, e é muito útil para reduzirmos circuitos maiores a um circuito equivalente com apenas dois elementos a partir de um determinado ponto, onde se deseja, por exemplo, saber as grandezas elétricas como tensão, corrente ou potência.

## Cálculo do Equivalente de Thévenin
O cálculo do Equivalente de Thévenin baseia-se no Teorema da superposição quando o circuito a ser reduzido é separado do circuito a ser estudado e as análises de circuito aberto e em curto-circuito são aplicadas para se conseguir as relações que permitam a redução desejada.
O Equivalente de Thévenin pode ser construído a partir de duas etapas:
1. Determinar a resistência ou impedância de Thévenin, também chamada de resistência ou impedância equivalente. Esta resistência (ou impedância) é aquela vista do ponto onde se deseja reduzir o circuito, e neste caso, com as fontes de tensão curto-circuitadas e as fontes de corrente abertas.
2. Determinar a tensão de circuito aberto no ponto onde se deseja reduzir o circuito.

### Exemplo
No exemplo a seguir, é possível ver um circuito de corrente contínua sendo transformado pelo teorema de Thévenin no ponto A e B.
|  |  |  |  |

A resistência de Thévenin pode ser obtida pela resistência equivalente vista do ponto AB, neste caso, com a(s) fonte(s) inoperantes. Na Etapa 1, para o cálculo da resistência de Thévenin a fonte de tensão fica curto-circuitada. Se fosse uma fonte de corrente, a mesma ficaria aberta.
{\displaystyle R_{\mathrm {AB} }=R_{1}+\left[\left(R_{2}+R_{3}\right)\|R_{4}\right)]}
{\displaystyle =1\,\mathrm {k} \Omega +\left[\left(1\,\mathrm {k} \Omega +1\,\mathrm {k} \Omega \right)\|2\,\mathrm {k} \Omega \right)]}
{\displaystyle =1\,\mathrm {k} \Omega +\left({1 \over (1\,\mathrm {k} \Omega +1\,\mathrm {k} \Omega )}+{1 \over (2\,\mathrm {k} \Omega )}\right)^{-1}=2\,\mathrm {k} \Omega }
e a tensão de circuito aberto pode ser calculada usando a seguinte abordagem:
{\displaystyle V_{\mathrm {AB} }={R_{2}+R_{3} \over (R_{2}+R_{3})+R_{4}}\cdot V_{\mathrm {1} }}
{\displaystyle ={1\,\mathrm {k} \Omega +1\,\mathrm {k} \Omega  \over (1\,\mathrm {k} \Omega +1\,\mathrm {k} \Omega )+2\,\mathrm {k} \Omega }\cdot 15\mathrm {V} }
{\displaystyle ={1 \over 2}\cdot 15\mathrm {V} =7.5\mathrm {V} }

## Demonstração do Teorema de Thévenin
Suponha um circuito com um número "n" de nós. Se tal for um Circuito linear, pode-se descrevê-lo como:
{\displaystyle I=Gv}        tal que
- "{\displaystyle I}" é a matriz das Correntes;
- "{\displaystyle G}" é matriz das Condutâncias;
- "{\displaystyle v}" é matriz das Tensões.

{\displaystyle {\begin{bmatrix}i_{1}\\i_{2}\\\vdots \\i_{k}\\\vdots \\i_{n}\end{bmatrix}}={\begin{bmatrix}G_{11}&\cdots &G_{1l}&\cdots &G_{n1}\\\vdots &\ddots &\vdots &&\vdots \\G_{k1}&\cdots &G_{kl}&\cdots &G_{kn}\\\vdots &&\vdots &\ddots &\vdots \\G_{n1}&\cdots &G_{nl}&\cdots &G_{nn}\\\end{bmatrix}}{\begin{bmatrix}v_{1}\\v_{2}\\\vdots \\v_{k}\\\vdots \\v_{n}\end{bmatrix}}}

Resolvendo esse sistema para '{\displaystyle v_{k}}' pela Regra de Cramer, temos:
{\displaystyle v_{k}={det(G_{k}) \over det(G)}} (1)

Expandindo {\displaystyle det(G)} pelo Teorema de Laplace na {\displaystyle l}-ésima coluna:
{\displaystyle det(G)=G_{1l}A_{1l}+G_{2l}A_{2l}+\cdots +G_{kl}A_{kl}+\cdots +G_{nl}A_{nl}} (2)

Arbitramos um circuito linear qualquer entre os nós "{\displaystyle k}" e "{\displaystyle l}". Consideraremos, então, ele como aberto entre esses dois nós para uma análise adequada. Ou seja:  
{\displaystyle G_{kl}=0}
Usando tal fato na igualdade (2), teremos:
{\displaystyle det(G_{0})=G_{1l}A_{1l}+G_{2l}A_{2l}+\cdots +G_{k-1,l}A_{k-1,l}+G_{k+1,l}A_{k+1,l}+\cdots +G_{nl}A_{nl}}
{\displaystyle det(G)=det(G_{0})+G_{kl}A_{kl}} (3)

Desenvolvendo a expressão (1):
{\displaystyle v_{k}={i_{1}A_{1l}+i_{2}A_{2l}+\cdots +i_{k}A_{kl}+\cdots +i_{n}A_{nl} \over det(G)}}
{\displaystyle ={\frac {i_{1}A_{1l}+i_{2}A_{2l}+\cdots +i_{k}A_{kl}+\cdots +i_{n}A_{nl}}{det(G_{0})}}{\frac {det(G_{0})}{det(G)}}} (4)
Analisaremos a primeira fração de (4). É notável que tal representa uma solução de um sistema correspondente de um circuito similar ao primeiro, porém com o valor de {\displaystyle G_{kl}=0}. Ou seja, o sistema:
{\displaystyle {\begin{bmatrix}i'_{1}\\i'_{2}\\\vdots \\i'_{k}\\\vdots \\i'_{n}\end{bmatrix}}={\begin{bmatrix}G_{11}&\cdots &G_{1l}&\cdots &G_{n1}\\\vdots &\ddots &\vdots &&\vdots \\G_{k1}&\cdots &0&\cdots &G_{kn}\\\vdots &&\vdots &\ddots &\vdots \\G_{n1}&\cdots &G_{nl}&\cdots &G_{nn}\\\end{bmatrix}}{\begin{bmatrix}v'_{1}\\v'_{2}\\\vdots \\v'_{k}\\\vdots \\v'_{n}\end{bmatrix}}}
Apresenta como uma de suas soluções a seguinte:
{\displaystyle v'_{k}={\frac {det(G_{k})}{det(G_{0})}}={\frac {i_{1}A_{1l}+i_{2}A_{2l}+\cdots +i_{k}A_{kl}+\cdots +i_{n}A_{nl}}{det(G_{0})}}}  (5)
Substituindo a expressão (5) em (4), resultará em:
{\displaystyle v_{k}=v'_{k}{\frac {det(G_{0})}{det(G)}}}
Unindo com (3):
{\displaystyle v_{k}=v'_{k}{\frac {det(G_{0})}{det(G_{0})+G_{kl}A_{kl}}}}
Porém, condutância é o inverso da resistência.
{\displaystyle G={\frac {1}{R}}}
Portanto:
{\displaystyle v_{k}=v'_{k}{\frac {1}{1+{\frac {A_{kl}}{det(G_{0})R_{kl}}}}}=v'_{k}{\frac {R_{kl}}{R_{kl}+{\frac {A_{kl}}{det(G_{0})}}}}}
Simplificaremos essa expressão:
{\displaystyle v_{k}R_{kl}+v_{k}{\frac {A_{kl}}{det(G_{0})}}=v'_{k}R_{kl}}
Dividindo ambos os lados por {\displaystyle R_{kl}}:
{\displaystyle v_{k}+{\frac {v_{k}}{R_{kl}}}{\frac {A_{kl}}{det(G_{0})}}=v'_{k}}
Ao fazer a análise dessa igualdade, nota-se que {\displaystyle {\frac {v_{k}}{R_{kl}}}=I}. Então:

{\displaystyle v_{k}=v'_{k}-{\frac {v_{k}}{R_{kl}}}{\frac {A_{kl}}{det(G_{0})}}=v'_{k}-I{\frac {A_{kl}}{det(G_{0})}}} (6)
Analisando essa expressão, observa-se que o valor de "{\displaystyle v_{k}}" está em função de "{\displaystyle v'_{k}}" e de "{\displaystyle {\frac {A_{kl}}{det(G_{0})}}}". Disso, concluímos que {\displaystyle {\frac {A_{kl}}{det(G_{0})}}} possui uma característica resistiva. Em outras palavras, conseguimos caracterizar uma tensão qualquer entre dois pontos de um circuito linear com uma fonte de tensão juntamente com uma impedância em série, a qual é o enunciado da Equivalência de Thévenin.
Portanto, das expressões (5) e (6):
{\displaystyle v'_{k}=v_{th}={\frac {det(G_{k})}{det(G_{0})}}} e {\displaystyle R_{th}={\frac {A_{kl}}{det(G_{0})}}}

## Conversão do Equivalente de Thévenin no Equivalente de Norton
Os teoremas de Thévenin e de Norton são dois teoremas duais aplicáveis a circuitos lineares.
O teorema de Norton estabelece que qualquer circuito linear visto de um ponto pode ser representado por uma fonte de corrente (igual à corrente do ponto em curto-circuito) em paralelo com uma impedância (igual à impedância do circuito vista desse ponto).
A esta configuração chamamos configuração Norton, ou Equivalente de Norton.

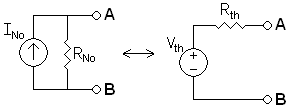
Equivalente de Norton.

Decorre destes dois teoremas que uma configuração Thévenin pode ser transformada numa configuração Norton, e vice-versa, desde que Vo = Z Is.

## Limitações dos teoremas de Thévenin e Norton
Os teoremas de Thévenin e Norton estão limitados a aplicações em circuitos lineares.